# جیمز آرنولد تیلور
جیمز آرنولد تیلور (انگلیسی: James Arnold Taylor؛ زادهٔ ۲۲ ژوئیهٔ ۱۹۶۹) یک هنرپیشه اهل ایالات متحده آمریکا است. وی از سال ۱۹۸۷ میلادی تاکنون مشغول فعالیت بوده‌است.
از فیلم‌ها یا برنامه‌های تلویزیونی که وی در آن نقش داشته است می‌توان به تی‌ام‌ان‌تی، انیماتریکس، ون هلسینگ: ماموریت لندن، رچت و کلنک اشاره کرد.